# Ханджоуван
Ханджоуван (на китайски: 杭州湾; на пинин: Hangzhou Wān) е плитък залив в западната част на Източнокитайско море, край бреговете на Източен Китай, в провинции Джъдзян и Дзянсу. На изток се загражда от архипелага Джоушан. Вдава се в сушата на запад на 150 km, ширината на входа му е 110 km, а дълбочината до 13 m. В него от запад чрез голям естуар се влива река Фучудзян, в устието на която е разположено голямото пристанище и административен център на провинция Джъдзян град Ханджоу. През средната част на залива, на 1 май 2008 г. е открит за експлоатация втория по дължина мост в света (35,7 km), свързващ дата големи града и пристанища Шанхай на север и Нинбо на юг и скъсявайки пътя между тях с повече от 180 km.